# Cristidorsa planidorsata
Cristidorsa planidorsata är en ödleart som beskrevs av  Jerdon 1870. Cristidorsa planidorsata ingår i släktet Cristidorsa och familjen agamer. Inga underarter finns listade i Catalogue of Life.
Denna ödla förekommer med flera från varandra skilda populationer i Indien i delstaterna Meghalaya, Assam och Mizoram samt i Myanmar. Den lever i låglandet och i bergstrakter upp till 2400 meter över havet. Arten vistas i ursprungliga skogar. Den går på marken och är dagaktiv. Honor lägger ägg.
Regionala bestånd hotas av landskapsförändringar. Hela populationen minskar men den är fortfarande stor. IUCN listar arten som livskraftig (LC).